# 琉球諸語

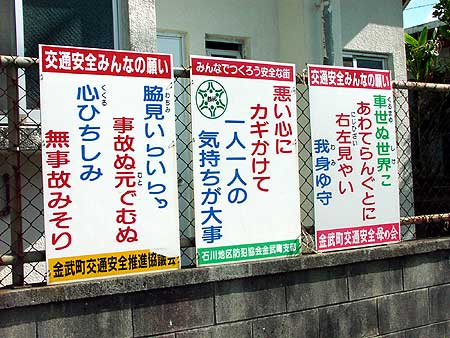
沖縄語で書かれた交通標語。（沖縄県金武町）

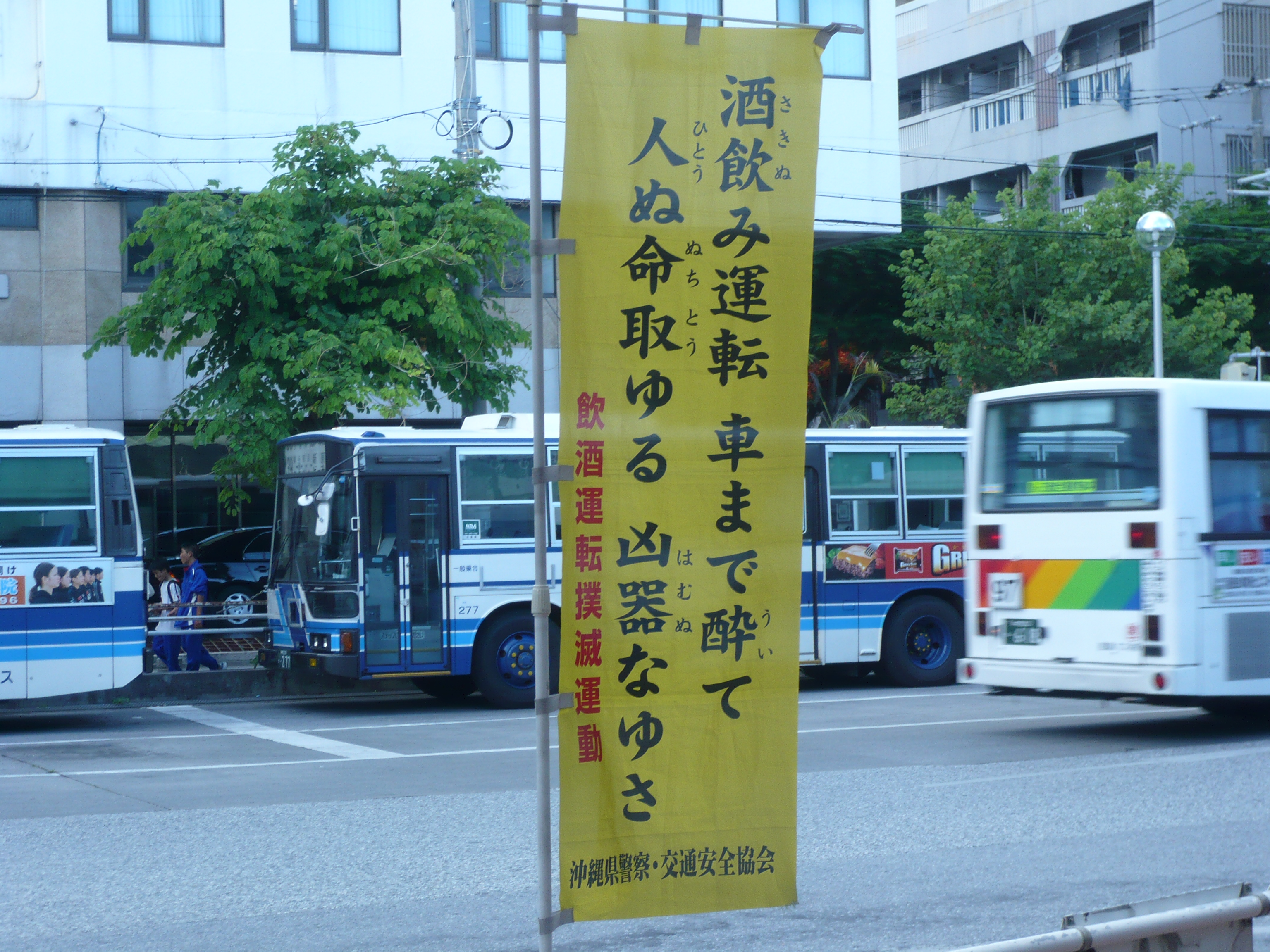
沖縄語で書かれた交通標語。那覇バスターミナルにて

琉球諸語（りゅうきゅうしょご）あるいは琉球語派（りゅうきゅうごは）は、日本の沖縄県と鹿児島県奄美群島で用いられる諸言語の総称。日本本土の日本語とともに日琉語族に属し、琉球語（りゅうきゅうご）とも呼称される。
琉球諸語は、八丈語とともに日本語の歴史を知る上で欠くことのできない資料的価値を持つ。
日本語内部の一方言の琉球方言（りゅうきゅうほうげん）とみなす場合もある（#言語か方言か参照）。また琉球内部でも島々の地域差が著しいため、諸言語の集合として「琉球諸語」と呼ぶ立場もある（#下位区分か、個別言語か参照）。本項では、各立場を考慮して、琉球諸語（琉球方言）と併記する。
独立した言語として見た場合、日本語と系統が同じ言語と見なされ、日本語と琉球(諸)語を合わせて日琉語族あるいは日本語族と呼ばれる。一方、日本語の一方言とする立場からは、日本語は琉球方言と本土方言の2つに大別できる、との見解がある。

## 概説
琉球諸語（琉球方言）は、琉球諸島の地理的な広さと、強力な中央語を持たなかった歴史（琉球王国時代、支配層では首里方言が中央語の地位にあったが、大衆同士のリングワ・フランカとしてはほとんど使われなかった）から、地域ごとの方言差が本土以上に大きい。大きく沖縄本島以北の北琉球諸語（北琉球方言）と、宮古列島以南の南琉球諸語（南琉球方言）の2グループに大別でき、北琉球諸語は奄美語（奄美方言）と沖縄語（沖縄方言）に、南琉球諸語は宮古語（宮古方言）・八重山語（八重山方言）・与那国語（与那国方言）の諸言語（諸方言）に分けられる。「沖縄県の言葉」という意味で「沖縄方言」や「沖縄語」、「ウチナーグチ（沖縄口）」という呼称が使われることもあるが、本来「沖縄（ウチナー）」は沖縄本島を指す言葉であり（現在でも先島諸島の住民は沖縄本島を指して「沖縄」と言う）、今の沖縄県全体を指すようになったのは1879年（明治12年）の沖縄県設置以後である。
明治から昭和中期までの強力な標準語普及運動（「標準語励行運動」と呼ばれた）に、戦後のマスメディアの普及などの影響が重なり、現在琉球諸語（琉球方言）は衰退している。沖縄芝居や組踊、琉歌、琉球民謡・島唄などの伝統芸能で使われるほかは、日常生活では主に高齢者とその家族周辺に限られている。2009年、ユネスコは奄美語・国頭語・沖縄語・宮古語・八重山語・与那国語のそれぞれを危機に瀕する言語に指定した。
明治以降の琉球諸語（琉球方言）と日本語（主に標準語および九州方言）の言語接触によって、琉球列島では日本語の影響を強く受けた新方言が発生した。沖縄県内のものは特に「ウチナーヤマトグチ」と呼ばれる。団塊の世代より後に生まれた世代は、琉球諸語（琉球方言）に代わって、この新方言を第一言語として使用しているケースが多い。

## 区分
琉球諸語（琉球方言）は、一方言の話者が、他の琉球諸語（琉球方言）の方言を聞き取れるというわけではない。琉球諸語（琉球方言）は、北琉球（奄美群島・沖縄諸島）と南琉球（先島諸島）の2つに大別でき、北琉球諸語と南琉球諸語との間では全く会話が通じない。これらはさらに諸方言に分けられ、島ごとや集落ごとに著しい方言差があり、それぞれの島内でも意思疎通に支障をきたすほどである。なお、大東諸島は明治になって八丈島からの開拓団によって開発された島であり、琉球諸語（琉球方言）ではなく八丈方言から派生した方言が話されている（大東諸島方言）。
一般的な区分を示す。
- 北琉球諸語/奄美沖縄方言群
  - 奄美語
    - 奄美大島方言
      - 奄美大島北部諸方言
      - 奄美大島南部・加計呂麻島・請島・与路島諸方言

    - 喜界島方言
    - 徳之島方言
    - 沖永良部島方言
    - 与論島方言

  - 沖縄語
    - 沖縄北部方言/国頭方言
      - 伊平屋島方言
      - 国頭村方言
      - 今帰仁方言
      - 本部方言
      - 伊江島方言
      - 瀬底島方言
      - 名護方言

    - 沖縄中南部諸方言
      - コザ方言
      - 首里方言（王国時代に成立した士族標準語）
      - 那覇方言（商業における共通語的方言）
      - 豊見城方言
      - 糸満方言
      - 久米島方言
      - 津堅島方言
      - 久高島方言
- 南琉球諸語/先島方言群
  - 宮古語
    - 宮古島方言
    - 池間島方言
    - 大神島方言
    - 伊良部島方言
    - 多良間島方言（宮古語と八重山語の中間的な特徴を持つ）

  - 八重山語
    - 石垣島方言
    - 竹富島方言
    - 小浜島方言
    - 新城島方言
    - 波照間島方言
    - 西表島方言
    - 鳩間島方言
    - 黒島方言

  - 与那国語

北琉球諸語（方言）は奄美語（奄美方言）と沖縄語（沖縄方言）に分ける説が有力だが、奄美徳之島諸方言、沖永良部与論沖縄北部諸方言、沖縄中南部方言に3分する説もある。

## 音韻

### 母音体系
琉球諸語（琉球方言）の基本的な短母音は、/a/・/i/・/ï/・/u/の4つまたは/a/・/i/・/u/の3つである。一方、多くの地域では、これら3～4母音以外にも多くの長母音を持つ。各地の母音体系（長母音含む）は次のようになる。
北琉球諸語
- 奄美大島・徳之島・喜界島北部 -- i、ï、u、e、ë、o、aの7母音またはこのうちëを欠いた6母音。
- 喜界島南部・沖永良部島・与論島・沖縄諸島 -- i、u、e、o、aの5母音。

南琉球諸語
- 宮古列島・八重山列島の大部分 -- i、ï、u、e、o、aの6母音。ïは[s]または[z]に近い摩擦音を伴う。
- 波照間島 -- i、ï、u、e、ë、o、aの7母音。
- 鳩間島・黒島・西表島租納など -- i、u、e、o、aの5母音。
- 与那国島 -- i、u、aの3母音。

### 子音体系
北琉球諸語の大部分では、母音・半母音の直前で声門破裂音ʔの有無が弁別される。例えば、ʔami（雨）、ʔwaː（豚）などがある。
北琉球諸語には、p、t、k、ʧの有気音と無気喉頭化音の区別のある地域がある。区別には濃淡の差があり、奄美大島や沖縄本島北部などでははっきりした音韻的対立がある。与那国語にも、出自を異にする無気喉頭化音がある。また、宮古語・八重山語ではfuni（舟）とpuni（骨）のように、無声唇歯摩擦音のfが他の子音と区別される。
宮古語や奄美大島南部には、閉音節があり、子音のみで拍を成すことができる。

### 日本語との対応関係
琉球諸語（琉球方言）と日本語の間には、母音・子音に一定の対応関係がある。短母音では、日本語の/o/は、琉球諸語（琉球方言）圏全域で/u/になっており、また喜界島南部や沖永良部島、与論島、沖縄諸島、八重山列島の一部、与那国島では/e/は/i/になり3つの短母音を持つ。奄美大島・徳之島・喜界島北部では、日本語の/e/は中舌母音/ï/になり4つの短母音を持つ。宮古列島や八重山列島（与那国島除く）では、日本語の/e/が/i/になる一方で日本語の/i/は中舌母音/ï/になり4つの短母音を持つ。また、連母音が変化した/eː/や/oː/が与那国島を除くほとんどの地域にある。次に、日本語と琉球諸語（琉球方言）諸方言の間の母音の対応関係を示す。
| 日本語 | 奄美大島 徳之島方言 | 沖永良部・与論・ 沖縄語 | 宮古語 八重山語 | 与那国語 |
| ------ | ------------------- | ----------------------- | --------------- | -------- |
| あ a   | あ a                | あ a                    | あ a            | あ a     |
| え e   | いぅ ï              | い i                    | い i            | い i     |
| お o   | う u                | う u                    | う u            | う u     |
| い i   | い i                | い i                    | いぅ ï          | い i     |
| う u   | う u                | う u                    | う u            | う u     |

| 日本語  | 奄美方言 | 沖縄方言 | 宮古方言 | 八重山方言 | 与那国方言 |
| ------- | -------- | -------- | -------- | ---------- | ---------- |
| あい ai | ëː、eː   | eː       | aï、ai   | ai         | ai         |
| あえ ae | ëː、eː   | eː       | ai       | ai         | ai         |
| あお ao | oː       | oː       | oː、au   | oː、au     | au         |
| あう au | oː       | oː       | oː       | au         | u          |
| おえ oe | ïː、ëː   | iː、eː   | ui       | ui         | ui         |

例えば首里方言では、
- 雨（あめ）→アミ（ʔami）
- 舟（ふね）→フニ
- 雲（くも）→クム
- 灰（はい）→フェー
- 前（まえ）→メー
- 青い（あおい・終止形）→オーサン（ʔoːsan）
- 買う（かう・終止形）→コーユン

などの対応関係をなす。
サ行とタ行では、大部分の地域でu→ïまたはu→iの変化が起こったため、日本語のチとツ、シとスが統合する傾向がある。
北琉球諸語ではo→u、e→i（あるいはï）の狭母音化に伴い、元々のイ段・ウ段の子音は、[kʔumu](雲)、[kʔimu](肝)のように無気喉頭化音に変化した。ただし与論島や沖縄中南部ではその後、喉頭化音による区別を失った。
子音では、多くの地域で、日本語の語頭のハ行子音が琉球諸語（琉球方言）ではpまたはɸ（F）になっている。日本本土では、ハ行は奈良時代以前にp、平安時代から室町時代まではɸであって、琉球諸語（琉球方言）で古い発音を残している。pを残しているのは奄美大島佐仁・喜界島北部・与論島・沖縄本島北部の名護周辺部・伊江島・津堅島・久高島・宮古語(一部除く)・八重山語で、沖縄中南部や与那国島はほとんどhになっている。一方、語中のハ行子音は、日本語と同様にp→wの変化（ハ行転呼）が琉球諸語全体で起きている。
「わ」を除く古代日本語のワ行音「ゐ」(wi)、「ゑ」(we)、「を」(wo)は、現代日本語ではア行と合流しているが、琉球諸語では区別されている。たとえば首里方言では、語頭のア行音は「え」を除いて、ʔiɴ(犬)のように、声門破裂音ʔが母音の前に置かれる。一方でワ行音の「ゐ」はii(亥)のように(j)i、「を」はudui(踊り)のように(w)uが首里方言で対応しており、ʔが置かれない。南琉球諸語では、bata（腸→腹）、buruŋ(折る、石垣方言)のように、ワ行子音wにbが対応している。
また、dama（山）のように、日本語のヤ行子音がdになっている例が、与那国語にある。与那国語ではsagi（酒）のように、語中子音の濁音化が見られる。喜界島と与那国島には鼻濁音ŋがある。
主に沖永良部与論沖縄北部諸方言で、haːmi（亀）のように、日本語のカ・ケ・コの子音kがhに変化している。一方でキは、チヌー（昨日）のように、喜界島南部・沖永良部島和泊・伊江島・伊是名島・沖縄本島中南部・伊良部島などではʧi（チ）になっている。宮古語・八重山語では日本語のクがfuまたはɸuとなりフと同音になる。
北琉球諸語では母音iの直後の子音t, s, k, n, rおよびその濁音に口蓋化が起きた（iC→iCʲ。Cは任意の子音。）。例えば徳之島の浅間ではイキャー(烏賊)、イチャー(板)、ミージュ(溝)のように子音が変化している。
日本語のリは、tui(鳥。沖縄語の例)のように、沖縄諸島や宮古島などではrが脱落する。
awaは、喜界島や沖縄本島以南ではaaまたはa、他の奄美語方言ではooまたはoとなる（例：「泡盛」→「アームイ」）。
オキナワは、これらの法則に沿った音変化により、沖縄本島中南部ではウチナーとなる。

## アクセント
1990年代頃までの研究においては、琉球諸語（琉球方言）のアクセントは、地域により外輪東京式や九州西南部式など、九州に存在する各種アクセントが入り乱れて存在し、日本語（本土方言）と大きく対立する特徴はないとされていた。
| 系列  | 類    | 語 | 語形    |
| ----- | ----- | -- | ------- |
| A系列 | 第1類 | 風 | kaʒi    |
| A系列 | 第2類 | 音 | ʔutu    |
| B系列 | 第3類 | 山 | jaːma[ː |
| B系列 | 第4類 | 板 | ʔiːta[ː |
| B系列 | 第5類 | 雨 | ʔaːmi[ː |
| C系列 | 第3類 | 浜 | haː[ma  |
| C系列 | 第4類 | 中 | naː[ka  |
| C系列 | 第5類 | 猿 | saː[ru  |

一方、服部四郎、松森晶子らは、琉球諸語（琉球方言）のアクセントでは日本語（本土方言）には見られない語群の分裂と統合をしていることを明らかにした。日本語の諸方言や平安時代以降の文献に残る京都アクセントの記録から、日本（本土）祖語の2拍名詞にはアクセントの型の種類が5つあったと考えられており、それぞれの型を持つ語のグループを第1類から第5類までの名称で呼ぶ。日本語諸方言では原則として、同じ類の語は同じ型のアクセントを持つ。ところが琉球諸語（琉球方言）では、2拍名詞の第3・4・5類は、各類が分裂して別々の型に属している。琉球諸方言の比較により、その共通祖先である琉球祖語には、少なくとも3つのアクセントの型があったと考えられ、それぞれの型を持つ語群をA系列、B系列、C系列と呼ぶが、2拍名詞ではA系列に第1類と第2類が、B系列に第3類の殆どと第4類・第5類のそれぞれ約半数が、C系列に残る第3類の少数と第4類・第5類のそれぞれ約半数が属している。このことから、日琉祖語の2拍名詞のアクセント型の数は、日本語（本土方言）から分かる5つよりも多く、日本語では消失した区別が琉球諸語に保存されている可能性が示唆される。また3拍名詞でも同様にA、B、Cの3系列に分かれる。1拍名詞にはC系列の語はなく、A系列に第1類と第2類の語が属し、B系列に第3類の語が属している。
3つの系列の区別が比較的明瞭に保たれているのは、表に示した金武方言を中心とする沖縄本島中部のほか、徳之島、沖永良部島、多良間島、与那国島などである。奄美大島南部、加計呂麻島、喜界島北部（小野津・志戸桶）、竹富島、石垣島などでは、B系列とC系列が統合して同じ型となっており、A/BCのように区別されている。喜界島中南部（湾・阿伝など）などではAB/Cのように区別されている。伊江島ではAC/Bのように区別されている。
またアクセント体系としては、琉球諸語（琉球方言）の多くの方言は、語の拍数が多くなってもアクセント型の種類が2種類まで（二型）または3種類まで（三型）に限定される、N型アクセント体系を有する。奄美群島の一部の方言では、語の拍数が多くなるに従いアクセント型の種類も増える、多型アクセント体系である。

## 文法

### 動詞
琉球諸語（琉球方言）の動詞の活用は、日本語とはかなりの違いがあり、また琉球諸語内部も方言によって多様である。琉球諸語では、日本語で失われた終止形と連体形の区別がある。ただ少なくとも北琉球諸語では「連用形＋をり（居り）」から派生したとみられる形を用いているため、日本語古語の終止形・連体形には直接さかのぼらない。
北琉球（奄美群島・沖縄諸島）の動詞の終止形は、「連用形＋をむ」(または「連用形＋をりむ」か)に由来すると考えられる形が広く分布している。「書く」を例に取るならばkakyum・kakyun・katʃunなどである。また奄美群島の奄美大島・徳之島・喜界島・与論島では「連用形+をり」に由来する、kakyuri・kakyuiのような形も使われている。
一方、連体形は、北琉球では「連用形＋をる」が変化した形を用いており、「書く」にあたるものには、地域によってkakyuru・kakyun・kaʧuru・kaʧunu・kakunなどがある。「をり」の付いた活用形はさらに他の活用形にも広がり、沖縄方言では（「咲く」を例にとる）「をり」の付かないsaka（未然形）、saʧi（連用形）、sakeː（仮定形）の各活用形のほかに、「をり」の付いたsaʧura（未然形）、saʧui（中止形）、saʧuN（終止形）、saʧuru（連体形）、saʧureː（仮定形）の各活用形を生み出している。
南琉球（先島諸島）での終止形「書く」には、kakïm・katsïm・kakunなどと、kakï・katsï・kakuなどの2系統があるが、これらの由来は明らかではない（詳細は宮古語#動詞活用形の歴史的成立過程を参照）。また南琉球での連体形は、「書く」を例にとるとkakï・katsï・kakuなどがある。
「書かない」にあたるものには、kakaN・hakaN系（奄美群島・沖縄諸島・宮古列島など）やkakanu・hakanu（八重山諸島・与論島など）などの形がある。「起きない」にあたるものには、ʔukiraN（沖縄本島）、ʔukiN（宮古島）、ʔukunu・ɸukunu（八重山語）、ʔugiranu（与那国島）などがある。琉球諸語（琉球方言）の動詞の活用の種類は、全体的に四段活用に似た形に統合する傾向があり、特に北琉球では一段・二段活用はほとんどラ行四段活用化している。
「書く」の命令形は「書け」の変化したkaki・kakïなどである。「志向形（意志形）」と呼ばれる、「書こう」にあたるものにはkaka(ː)(徳之島・沖永良部島・沖縄本島・宮古列島・八重山諸島)、kako(ː)・hakoː(奄美大島・喜界島)、kakaN(与論島)、kakuː・kaguː(与那国島など)、kakam(宮古)などがある。
過去形は日本語と同じく「てあり」（→たり）に由来する語尾（方言によりタン、タリ、タイ、tar、タなど）で表し、北琉球ではカチャン(書いた)のように動詞部分と融合している。北琉球の過去形には日本語と同じく音便が発生しているが、南琉球にはない。受身・可能には「れる」に由来する助動詞、使役は「す」「しむ」に由来する助動詞で表す。
敬語は、「侍り」（丁寧）、「召す」（尊敬）などに由来する語法を用いる。方言ごとの差異が大きいが、沖縄方言では「ごめんください」の意味の「ちゃーびら」（「来侍ら」から）、「いらっしゃい」の意味の「めんそーれ」（「参り召しおはれ」「往み有り召しおはれ」などが語源として考えられている）など。

### 形容詞
琉球諸語（琉球方言）の形容詞は、「語幹＋さ・あり」に由来する形と、「語幹＋く・あり」に由来する形に分けられる。「さあり」系統は奄美群島・沖縄諸島・多良間島・八重山諸島に分布し、「くあり」系統は宮古列島に分布する。例えば「高い」の終止形は、「さあり」系統の首里方言でtakasan、「くあり」系統の宮古島平良方言でtakakaïとなる。また連用形は、日本語と同じく「語幹＋く」に由来する形（例：高い→takaku・taːkuなど）を用いている。「さあり」系統の地域では、連用形以外の形容詞活用は全て「語幹＋さあり」が活用したものを用いており、例えば「高い」の未然形は「高さあら（ば）」、条件形（仮定形）は「高さあれ（ば）」、連体形は「高さある・高さあり」が変化した形を用いる。このほか、形容詞の語幹用法も発達している。

### 助詞
助詞「が」と「の」の用法には古語の特徴が残っており、主格と属格の区別は発達せず、対象の性質（動作主性や人との関係など）によって使い分ける。また対格（「を」にあたる）には、宮古方言・八重山方言に「ゆ」と「ば」、奄美方言に「ば」があるが、沖縄方言ではこれらは失われている。ただし沖縄方言でも琉歌などの古風な表現で「ゆ」を用いる。向格（共通語の「へ」または「に」）には「んかい」などを用いる。
係り結びもあり、焦点を表す「どぅ」に対する連体形結びなどのほか、疑問を表す「が」に対する未然形結びがある。

### 代名詞
一人称代名詞には、古代日本語の「わ」「われ」に対応したwaː, wan, wanuなどが北琉球諸語で、ban, banuなどが南琉球諸語で用いられるほか、「あ」「あれ」に対応するa, anなどを鳥島(久米島)や宮古の大神、与那国島で用いる。二人称代名詞には、ʔuriまたはそれにa(ː)が付いた形に由来すると考えられるものとして北琉球でʔura, ʔjaː, ʔuri, ʔuiなど、南琉球でvva, uva, uwaなどが用いられるほか、上代日本語の「な」に対応するnaː, nanなどが北琉球で用いられる。
日本語の「こ」「そ」「あ」に対応する指示代名詞として、北琉球諸語にはku/u/a、南琉球諸語にはku/u/kaの3系列がみられる。kuは日本語の「こ」に対応する近称で、uが中称、a/kaが日本語「あ」「か」に対応する遠称だが、琉球諸語ではこれら3系列のうち1系列を欠いた2系列の体系の方言がある。また、語としては3系列あっても、uとkuの指示範囲がほとんど同じあるいはuとa/kaの指示範囲がほとんど同じであるために意味的には2系列しかない方言も広くみられる。

## 語彙
語彙には九州方言との共通点も少しあるが、琉球諸語（琉球方言）独特、または古語の特徴を残すものが多い。古語としては、「あーけーずー」（蜻蛉・トンボ）、「ねー・ない」（なゐ・地震）、「わらび」（童・子供）などがある。独特の語彙としては、「てぃーだ」（太陽）、「わー(ʔwaː)」（豚）などがよく知られる。また語尾母音を伸ばして人を表す方法（「くるまー」で車屋、「あめりかー」でアメリカ人を意味する）や、指小辞「ぐぁ」「ぐゎ」（これは「子（こ）」に由来するといわれる）なども独特である。兄弟姉妹関係は、「うない」（男兄弟から呼ぶ姉妹）と「うぃきー」（女姉妹から呼ぶ兄弟）、「しじゃ」（男女を問わず年長者）と「うっとぅ」（男女をとわず年下）の二元関係で表す。

## 文字

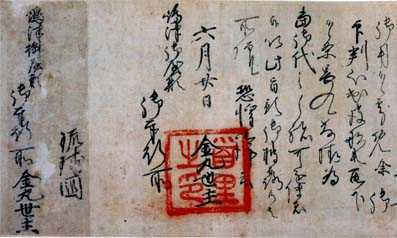
琉球国金丸世主書状（1471年）

琉球諸語（琉球方言）の文字による記録は、古い石碑に記された仮名書きで見ることができる。例えば、1494年の小禄墓、1501年の玉陵の碑文、1597年建立の 『浦添城の前の碑』がある。また、尚円王（金丸）の直筆書状も現存している。15世紀からの琉球王朝では、公文書は漢字ひらがな交じり文で書かれた。また、歌謡集『おもろさうし』もひらがな主体の表記をとっている。カタカナはほとんど使用されなかった。なお中国語との対比で琉球語の単語や文の音をハングル表示した1501（浩治14）年4月22日付の文書（「海東諸国紀」のうち、付録「語音翻訳」の部分）があり、その日本語版も発行されている。
現在の語彙の中には、中国から直接導入された漢語やそれを翻訳した言い回しもある。漢文は中国語でそのまま読む方式と、日本式の訓読とが併用された。漢字は庶民が習得しているものではなく、仮名のほか、中国から伝来した独特の数字「蘇州碼」（すうちうま）が主に帳簿の記録など商業用途に用いられた。日本の影響を受けるようになると廃れ、現在は文字としては使用されていない。また与那国島では「カイダ文字」と呼ばれる独特の象形文字が用いられた。
現代の琉球諸語（琉球方言）は、日本語の漢字かな交じり表記を応用して表されることが多く、琉球諸語（琉球方言）に即した正書法は確立していない。日本語表記と大きく異なる語彙の場合、意味の対応する漢字を用いて表記することがある。例えば、太陽の昇る方角を意味する「あがり」に「東」、太陽の沈む方角を意味する「いり」に「西」という漢字を当てて書くことなどである。しかし、本来城とは異質なものであるグスクに「城」を充てる（例：中城=なかぐすく、城間=ぐすくま）など、類推による表記も少なくないことに注意が必要である。また、宛てた漢字に合わせて琉球式の発音が日本式の発音に変更されたり（例：与那城=よなしろ）、意味ではなく音に合わせて漢字を宛てたために本来の意味が分かりづらくなったり（例：西原）する問題もある。
沖縄県では2018年（平成30年）度に「しまくとぅば正書法検討委員会」が設立され、表音性・簡潔性・体系性・親近性の4点を基本方針に、2022年5月30日に国頭・沖縄・宮古・八重山・与那国の5地域ごとにカタカナによる統一的な表記法が示された。県によるしまくとぅば普及・継承等の取り組みは原則この表記法に基づいて行われることになるが、これまで県内各地で行われてきた多様な表記法を否定するものではないとしている。

## 歴史

### 近代以前
琉球諸語（琉球方言）と日本語（本土方言）が分かれた時期は、おおよそ紀元前後以降、奈良時代（8世紀）以前と考えられている。琉球諸語（琉球方言）にみられる、動詞の終止形と連体形の区別や、ハ行子音に対応する語頭p音などは、奈良時代以前の日本語の特徴である。しかし、琉球諸語（琉球方言）と日本語（本土方言）の類似の程度から言って、分岐の時期が弥生時代よりもさらに古く遡るとも考えられない。言語学者の服部四郎は、二言語間の共通の語彙を比較する言語年代学の手法を使って、京都方言と首里方言の分岐年代について1450 - 1700余年前という計算結果を示している。一方で考古学や人類学の成果からは、グスク時代の始まった10 - 12世紀頃、日本本土からの移民により琉球列島で農耕が開始され、人口の急激な増加が起きたことが分かる。こうしたことからトマ・ペラールは、琉球諸語と日本語はおそらく弥生時代末期か古墳時代に分岐し、10世紀頃に本土（おそらく九州）から移動した集団により琉球祖語が琉球列島へもたらされたとしている。琉球諸語（琉球方言）には、日本語で中古（平安時代）以降に起きた語中・尾のハ行のワ行音化（ハ行転呼）が起きているほか、「正月」「上手」などの漢語の語形が中古・中世の日本語と対応しているが、ペラールはこれらは分岐後の日本語（本土方言）との接触により説明できるとしている。グスク時代より前からの先住民の人口は少なく、先住民は農耕技術を持った日琉語族話者によって置き換えられたか、あるいは同化されたと考えられている。
1265年に禅鑑という僧侶が日本から仏教を伝えた際、同時に文字も伝えたと言われている。15世紀末頃から、琉球諸語（琉球方言）は盛んにひらがなで書き表されるようになった。「おもろさうし」などにみられる仮名遣いや、同じ時期の外国語資料に記された沖縄方言は、すでにo→u、e→iの変化を起こしている。おもろさうしの仮名遣いには、沖縄の発音に合わせた表音的な仮名遣いと、日本の規範的な歴史的仮名遣いが混在している。
琉球王国が成立すると、15世紀頃に士族語として首里方言が作られた。首里方言は、琉球諸島全域に通じる標準語として、あるいは書記用の言語として盛んに用いられた。しかし方言が抑圧されることはなく、各地に多様な方言が残された。

### 近代以降
明治末より、沖縄県でも本土と同じく学校教育の場を中心に標準語の普及運動が進められ、琉球諸語（琉球方言）の使用者に「方言札」を掛けさせるなどの手段が採られた。戦後のアメリカ統治下でも普及運動は続けられ、また米軍支配への反発や本土への集団就職の増加から、沖縄県民のあいだで本土志向が高まり、却って自発的な標準語推進運動が起こった。方言は時代遅れであるとの意識が生まれ、親から子へ、年長者から若者への言葉の継承に対して消極的・否定的な状況が近年まで続いた。この影響で純粋な琉球諸語（琉球方言）話者は激減しており、このままでは伝統的な琉球語（琉球方言）は数十年以内に消滅するとみられている。
そうした現状に対して、沖縄県内各地で、他都道府県以上に琉球諸語（琉球方言）の積極的な保存・振興が叫ばれている。かつて標準語普及運動の旗振り役であった沖縄県庁も、県内各教育委員会に琉球諸語（琉球方言）保護を促す通達を出すなどの対策を取るようになった。2006年3月29日には、沖縄県議会において、毎年9月18日を「しまくとぅばの日」とし、しまくとぅば（島言葉）への関心・理解を深め、普及促進を図る条例が可決され、3月31日に公布された。
上記のように沖縄県では危機的状況下にある一方で、南米諸国に移住した沖縄人コミュニティのなかでは現在でも琉球語が話されており、「純粋な琉球語は南米にしかない」とも言われている。

## 言語か方言か
琉球諸語（琉球方言）と日本語は、音韻体系の対応などから同じ系統であることは明らかであるが、地理的・歴史的な背景から、互いに通じ合わないほどの大きな違いがある（フランス語とイタリア語の差に匹敵する。また、基礎語彙の共有についてはロシア語・ポーランド語・ブルガリア語・ セルビアクロアチア語等を含むスラヴ語族内の多様性に近く、ドイツ語とオランダ語との距離やスペイン語とポルトガル語との距離よりも大きい。）。琉球列島の言語と日本本土の言語の関係については、大きく分けて次の4つの立場がある。
- 言語であって方言ではない。
- 方言であって言語ではない。
- 言語とも方言とも言える。
- 言語か方言かを論じるのは無意味。

複数の立場が存在するのは、言語学において、言語と方言を区別する客観的で明確な基準が存在しないためである。言語と方言の区別が曖昧な事例は、琉球諸語（琉球方言）に限らず、世界各地に存在する（方言#「言語」との違いを参照）。
学問上の明確な基準が存在しないため、言語と方言の区別は民族論や政治論といった主観的かつ繊細な問題に関わってくる。例えば「普通―語という場合は国家を背景としているので、言語学では沖縄の言葉を琉球方言といいならわしている。」 というように、国家の有無という立場から方言か言語かを論じる立場がある。しかし世界各国を見ると、1つの国家に複数の民族・言語が混在していたり、同一とされる民族・言語が複数の国家に跨っていたりすることが多く、国家の範囲と民族・言語の範囲が一致する国の方が少ない。国家や民族の観点から言語と方言を区別する場合、「大和民族」対「琉球民族」、琉球独立運動といった概念・意識と関連付けられるようになり、「琉球語」あるいは「琉球方言」の呼称を用いること自体が政治的・民族的な立場の表明に繋がり、どちらの呼称も中立性を欠くことになってしまう。
沖縄県民のほとんどは琉球諸語（琉球方言）のことを慣習的に「方言」と呼んでいるが、これは沖縄の住民が標準語を受容する過程で成立したクレオール「ウチナーヤマトグチ」を方言とする認識が、近年までは希薄であったことにも関係がある。
琉球諸語（琉球方言）が言語か方言か、という問題については、前述した事情から、琉球諸語（琉球方言）話者自身による積極的な主張が少ない点が指摘できる。また言語研究機関でも、言語としながらも、方言とする意見を排除しないとするところもある。

## 下位区分か、個別言語か
非営利組織である国際SILが出版しているエスノローグによると、日本で使われている言語として、日本語、アイヌ語、とともに、中央沖縄語（Okinawan, Central）を始めとして、喜界語（Kikai）、北奄美語（Amami-Oshima, Northern）、南奄美語（Amami-Oshima, Southern）、徳之島語（Toku-No-Shima）、沖永良部語（Oki-No-Erabu）、与論語（Yoron）、国頭語（Kunigami）、宮古語（Miyako）、八重山語（Yaeyama）、与那国語（Yonaguni）といった言語を挙げている。一方で一般的には、これらの言語は琉球語（琉球方言）の下位区分の方言と見なされてきた。また国際SIL自体も、方言であるとの意見を排除しないと表明している。2007年には、国際標準化機構の言語の略称についての国際規格であるISO 639にも、国際SILとの整合性をとる目的で、それぞれに対し、3字略称が与えられた（例えば、中央沖縄語の場合、「ryu」）。
2009年2月19日にユネスコが発表した調査結果によると、世界で約2500の言語が消滅の危機にあるとし、琉球語（琉球方言）における下位方言もその対象となった。この中で、前述のエスノローグと同様、「沖縄語」、「国頭語」、「宮古語」、「奄美語」、「八重山語」、「与那国語」という名称で、それぞれ独立した1個の言語（個別言語）として言及された（このほか日本で話される言語のうちアイヌ語と八丈語が消滅の危機にある言語として言及されている）。ユネスコの担当者は、「これらの言語が日本で方言として扱われているのは認識しているが、国際的な基準だと独立の言語と扱うのが妥当と考えた」という。これを受けて参議院議員である糸数慶子は、「ユネスコが独立した言語とした八言語は、言語なのか、方言なのか」など、7項目を「沖縄の言語に関する質問主意書」として政府に提出した。これらの質問に対し、政府は、「『言語』及び『方言』の用語は、様々な意味を有するものと承知しており、お尋ねに一概にお答えすることは困難である」との見解を示している。

## 現地での呼称
- 琉球諸語（島言葉／シマクトゥバ）
  - 奄美語
    - 奄美大島方言（島口／シマユムタ）
    - 喜界島方言（シマユミタ）
    - 徳之島方言（シマグチ（島口）／シマユミィタ）
    - 沖永良部島方言（島ムニ）
    - 与論島方言（ユンヌフトゥバ）

  - 沖縄語（沖縄口／ウチナーグチ）
    - 沖縄北部方言（山原言葉／ヤンバルクトゥーバ）

  - 宮古語（宮古口／ミャークフツ）
  - 八重山語（八重山物言／ヤイマムニ）
  - 与那国語（与那国物言／ドゥナンムヌイ）